# Team NetApp/2010
Deze pagina geeft een overzicht van de Team NetApp-wielerploeg in 2010.

## Algemene gegevens
Sponsors: NetApp
Algemeen manager: Ralph Denk
Ploegleider: Jens Heppner, Enrico Poitschke
Classificatie : Continental Team
Fietsmerk: Simplon
Land: Duitsland

## Renners
| Naam                            | Geboortedatum | Nationaliteit | Ploeg 2009                             |
| ------------------------------- | ------------- | ------------- | -------------------------------------- |
| Jan Barta                       | 07-12-1984    | Tsjechië      | Arbö-KTM-Junkers                       |
| Eric Baumann                    | 21-03-1980    | Duitsland     | Team Nutrixxion Sparkasse              |
| Cesare Benedetti                | 03-08-1987    | Italië        | Liquigas (stagiair)                    |
| Dimitri Claeys                  | 18-06-1987    | België        | Jong Vlaanderen-Bauknecht              |
| Bastien Delrot                  | 01-05-1986    | Frankrijk     | Roubaix Lille Métropole                |
| Andreas Dietziker (vanaf 01.07) | 15-10-1982    | Zwitserland   | Vorarlberg-Corratec                    |
| Huub Duyn                       | 01-09-1984    | Nederland     | Garmin-Slipstream                      |
| Tassilo Fricke                  | 16-07-1991    | Duitsland     | Beloften                               |
| Alexander Gottfried             | 05-07-1985    | Duitsland     | Team Kuota-Indeland                    |
| Nico Keinath                    | 14-01-1987    | Duitsland     | Nazionale Elettronica-New Slot-Hadimec |
| Alex Meenhorst                  | 26-02-1987    | Nieuw-Zeeland | Nazionale Elettronica-New Slot-Hadimec |
| Andreas Schillinger             | 13-07-1983    | Duitsland     | Team Nutrixxion Sparkasse              |
| Daniel Schorn                   | 21-10-1988    | Oostenrijk    | Elk Haus-Simplon                       |
| Michael Schwarzmann             | 07-01-1991    | Duitsland     | Beloften                               |
| Timon Seubert                   | 23-04-1987    | Duitsland     | KED-Bianchi Team Berlin                |

## Overwinningen
| Ronde van Normandië 3e etappe: Daniel Schorn Ronde van de Elzas 2e etappe: Alex Meenhorst | Ronde van Slowakije 2e etappe: Daniel Schorn 6e etappe: Daniel Schorn | Rund um die Nürnberger Altstadt Winnaar: Eric Baumann Praag-Karlsbad-Praag Winnaar: Andreas Schillinger |

2010 · 2011 · 2012 · 2013 · 2014 · 2015 · 2016 · 2017 · 2018 · 2019 · 2020 · 2021 · 2022 · 2023 · 2024 · 2025